# Ernst Julius Otto

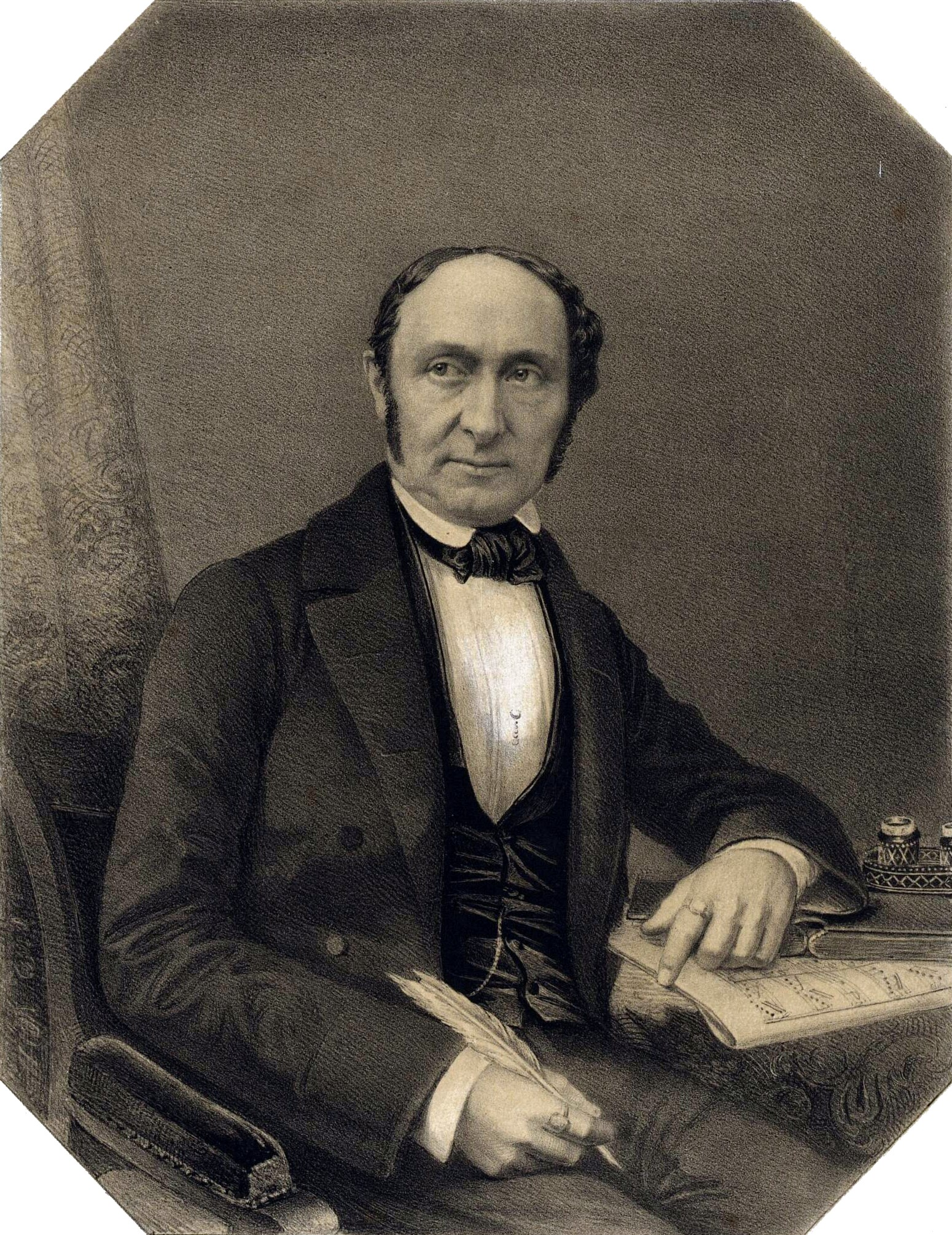
Ernst Julius Otto.

Ernst Julius Otto, född den 1 september 1804 i Königstein, Sachsen, död den 5 mars 1877 i Dresden, var en tysk tonsättare.

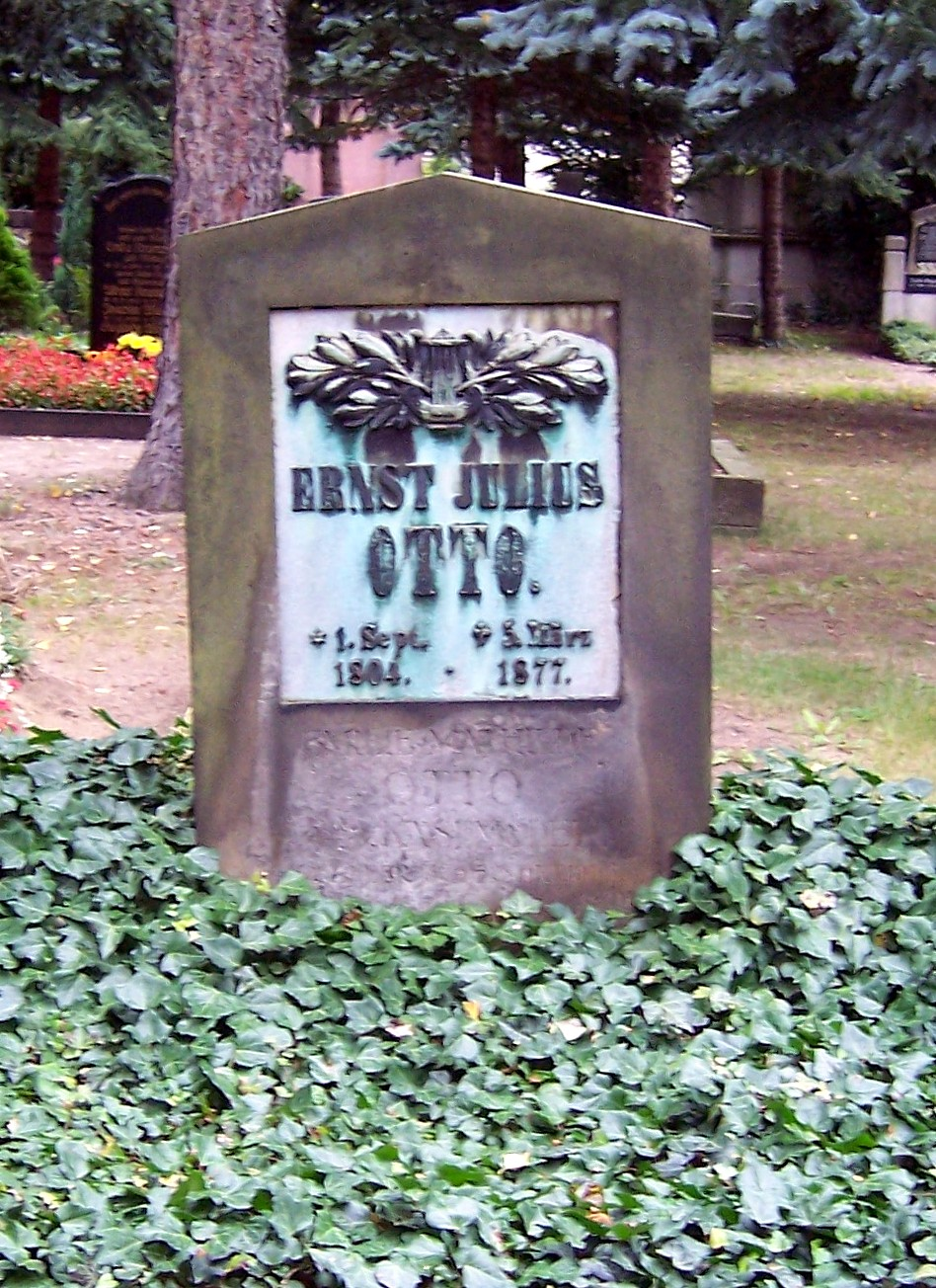
Ernst Julius Ottos grav.

Otto utbildade sig i Leipzig 1822–1825 till musiker, var 1830–1875 kantor vid Kreuzkirche i Dresden samt därjämte länge musikdirektor vid evangeliska huvudkyrkan och dirigent för Dresdens "Liedertafel". Utom festkantater, motetter, visor med mera skrev han oratorier (bland annat Hiob), två operor och kompositioner till Friedrich Hofmanns Kinderfesten. 
Mest berömd blev han genom sina cykler för manskör: Der Sängersaal, Burschenfahrten, Soldatenleben och så vidare, varjämte han utgav en stor samling av egna och andras kompositioner i denna väg under titel "Ernst und Scherz". Sångbart skrivna och melodiskt vackra blev hans körsånger oerhört omtyckta, inte minst de patriotiska. 
Otto blev 1870 ledamot av Kungliga Musikaliska akademien i Stockholm. Byster över honom restes i Dresden 1886 (nedsmält under andra världskriget, men åter rest i form av en kopia 2010) och i Königstein 1887.